# Leptosiaphos blochmanni
Espèce
Synonymes
- Lygosoma blochmanni Tornier, 1903

Statut de conservation UICN

 DD  : Données insuffisantes
Leptosiaphos blochmanni est une espèce de sauriens de la famille des Scincidae.

## Répartition
Cette espèce est endémique de l'Est de la République démocratique du Congo.

## Étymologie
Cette espèce est nommée en l'honneur de Friedrich Johann Wilhelm Blochmann (1858–1931).

## Publication originale
- Tornier, 1903 : Drei neue Reptilien aus Ost-Afrika. Zoologische Jahrbücher, Abteilung für Anatomie und Ontogenie der Tiere Abteilung für Anatomie und Ontogenie der Tiere, vol. 19, p. 173-178 (texte intégral).